# Sonesimia rafaeli
Sonesimia rafaeli är en insektsart som beskrevs av Cavichioli et Sakakibara 1984. Sonesimia rafaeli ingår i släktet Sonesimia och familjen dvärgstritar. Inga underarter finns listade i Catalogue of Life.